# Hades Project Zeorymer
Hades Project Zeorymer (冥王計画ゼオライマー, Purojekuto Zeoraimā) é um anime sobre mechas produzido pela Toshiba EMI e Youmex, com a animação de AIC e ARTMIC Studios. Foi baseado no mangá homônimo do mangaká Yoshiki Takaya, sob o pseudônimo de Chimi Maruo.
O mangá tem um forte apelo sexual, contendo inclusivo cenas explícitas, mas o anime diminuiu consideravelmente esse aspecto.

## Sinopse
A empresa de programação "International Electronic Brains" serve de fachada para uma organização secreta chamada Tekkoryu (Hau Dragon), sediada na China.
Esta organização domina os Hakkenshu, 8 mechas que representam cada um as forças da natureza.
A missão principal da organização é recuperar o mais forte dos Hakkenshu, Zeorymer dos Céus, roubado por um agente duplo e levado para o Japão.
Masato Akitsu era um adolescente normal até ser capturado por uma organização japonesa e jogado na cabine do Zeorymer dos Céus. Assim, é informado de que toda a sua antiga vida era mentira, e que na verdade seu futuro é pilotar o Zeorymer dos Céus.
Zeorymer é o único dos Hakkenshu que precisa de dois pilotos para funcionar, um homem e uma mulher. Com isso a dupla principal passa a ser Masato e Miku Himuru, uma misteriosa garota.

## Equipe
- Diretor : Toshihiro Hirano (Vampire Princess Miyu OVA, Dangaioh)
- Roteiro : Noboru Aikawa (Hakkenden, Vampire Princess MIyu OVA).
- Desenhistas Mecânicos :
  - Hideki Kakinawa (Bubblegum Crisis)
  - Kimitoshi Yamane (Argento Soma, Escaflowne)
  - Yusuhiro Moriki (Seikai no Monshou, Seikai no Senki)
- Desenho dos personagens : Michitaka Kikuchi
- Direção de animação : Michitaka Kikuchi
- Trilha Sonora : Eiji Kawamura (Kamen Rider, Black Jack)